# Грохот

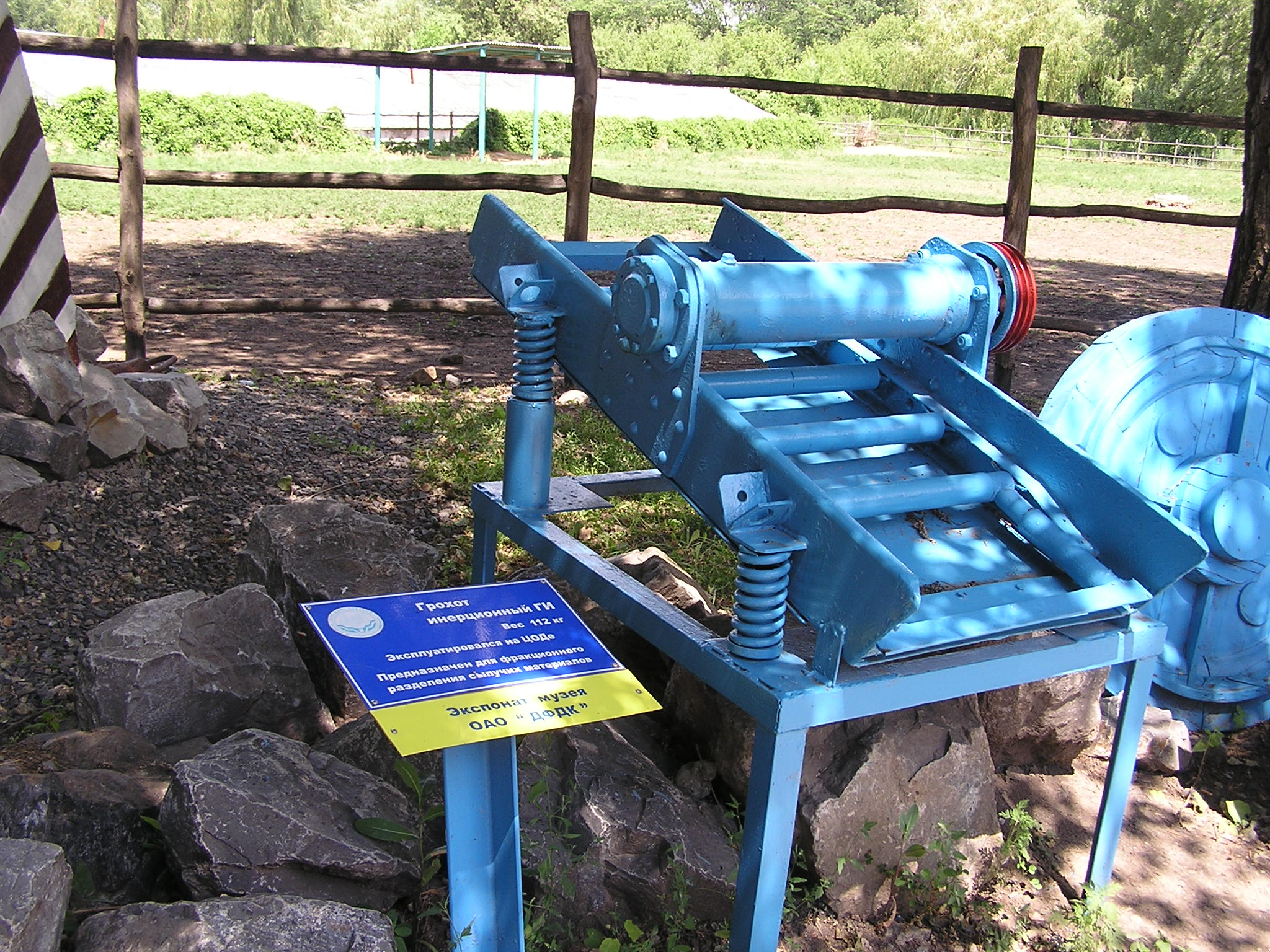
Инерционный грохот

Схема работы многодечного инерционного грохота

Гро́хот — одно или несколько вибрационных сит (решёт) для разделения сыпучих материалов по размерам кусков или частиц (фракций). Ручной грохот представляет собой самое крупное сито.
При механизации процесса — машина или аппарат. Получил своё название за характерный шум при работе.

## Применение
Грохот разделяет любой кусковой или сыпучий материал на частицы разных размеров с помощью просеивающих поверхностей с калиброванными отверстиями (определённой длины и ширины). Применяется для грохочения горных пород, сыпучих строительных материалов, в лабораториях для фракционного анализа сыпучих материалов и другого. Также применяется для обезвоживания различных материалов (обогащённых углей, промытых руд).
Грохотами также называют машины для просеивания зерна злаковых и бобовых культур, обычно для отделения семян сорняков и камешков на механизированных токах, элеваторах, мельницах.
Обычно имеет высокую производительность, которая обеспечивается большой площадью поверхности грохочения (площадью сита), в отличие от вибрационных сит, которые обладают в общем случае малой и средней производительностью, могут быть предназначены для решения специфических задач (малая крупность деления (меньше 2 мм), обезвоживание и другое) и имеют различные конструктивные исполнения.

## Характеристики грохотов
- Производительность — до 3000 т/ч
- Крупность питания — до 1000 мм
- Минимальная крупность деления — до 0,1 мм
- Количество фракций разделения — до 4
- Длина сита — до 8000 мм
- Ширина сита — до 4000 мм
- Установленная мощность — до 55 кВт
- Смещение дебалансов — 180°[2].

## Применение грохотов
- Разделение на фракции угля, руд, щебня
- Рассеивание материалов
- Обезвоживание материалов (обогащённых углей, промытых руд)
- Промывка песков и добыча золота.

## Рабочие инструменты грохотов

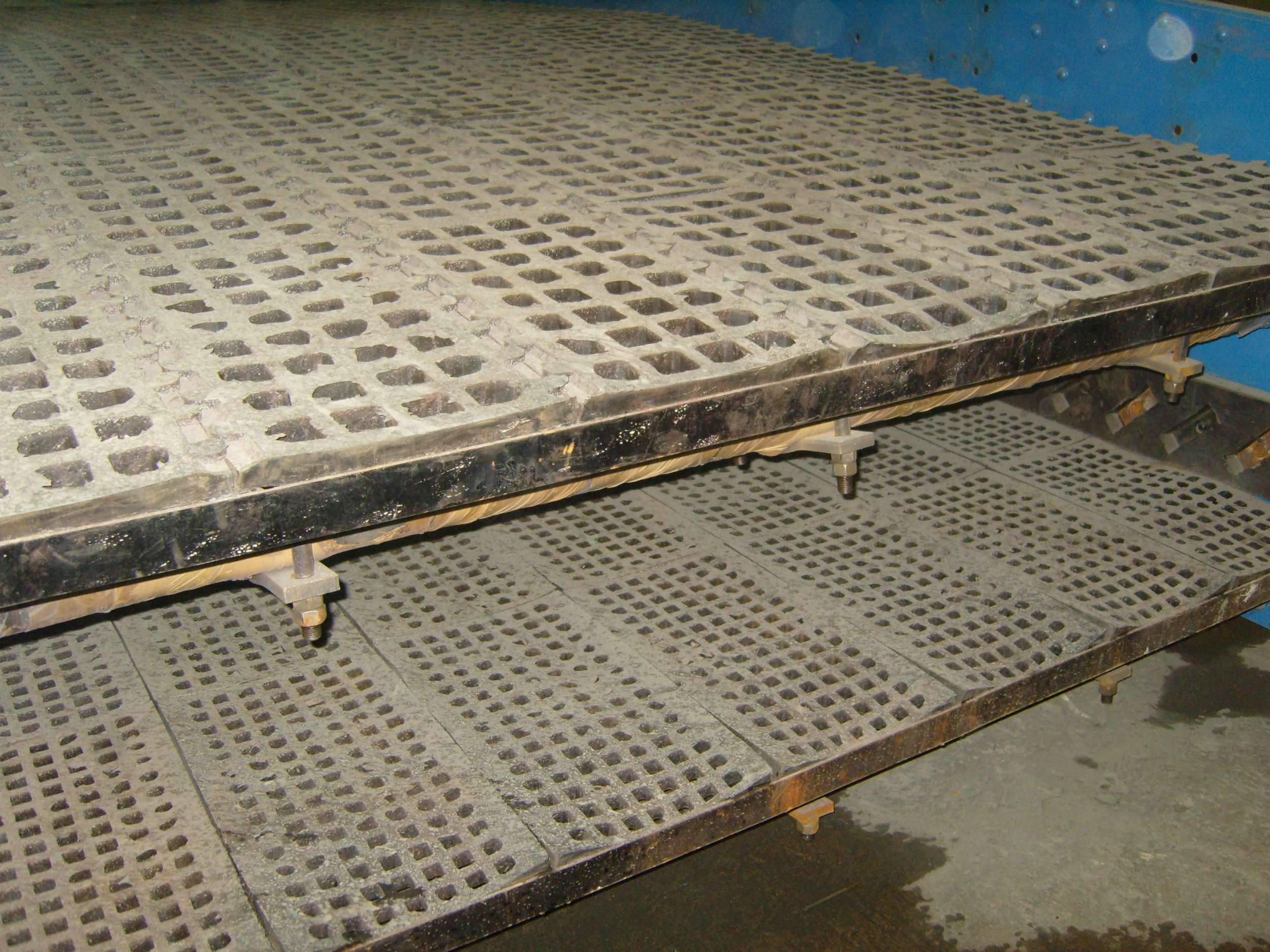
Полиуретановые сита грохота для сортировки дроблёной руды

- Вибратор
- Короб грохота
- Рама
- Подвесные пружины
- Заточки приводного вала
- Подшипники
- Диски
- Дебалансы
- Вал
- Шкив

## Классификация грохотов

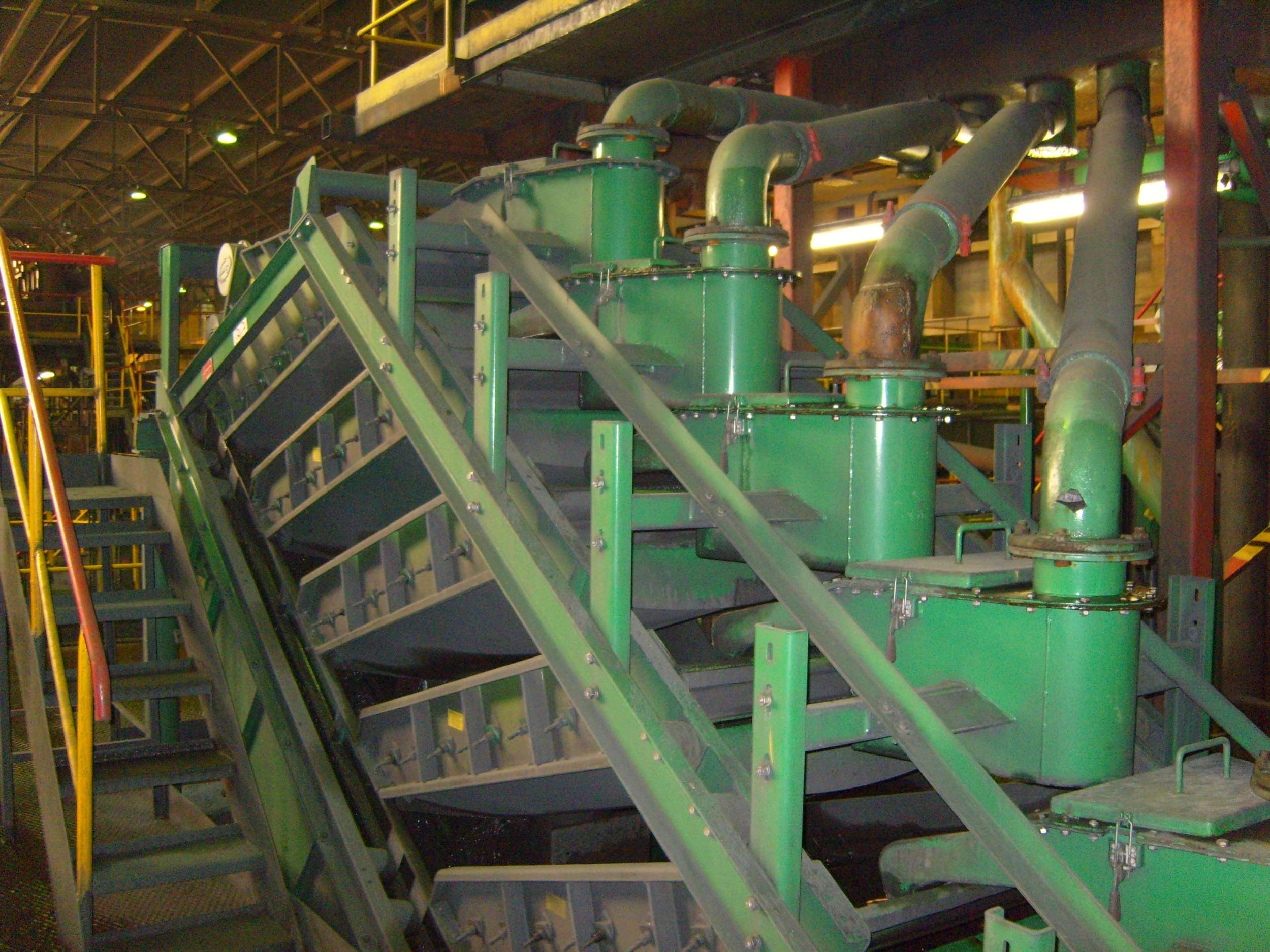
Грохот для разделения тонких фракций пульпы

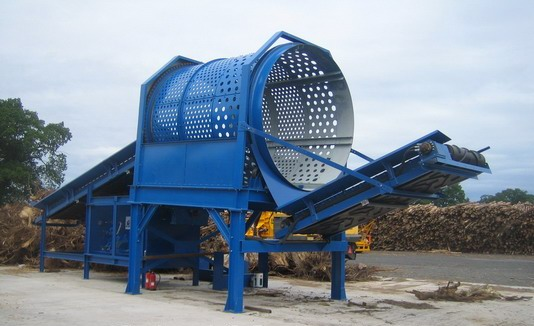
Барабанный грохот

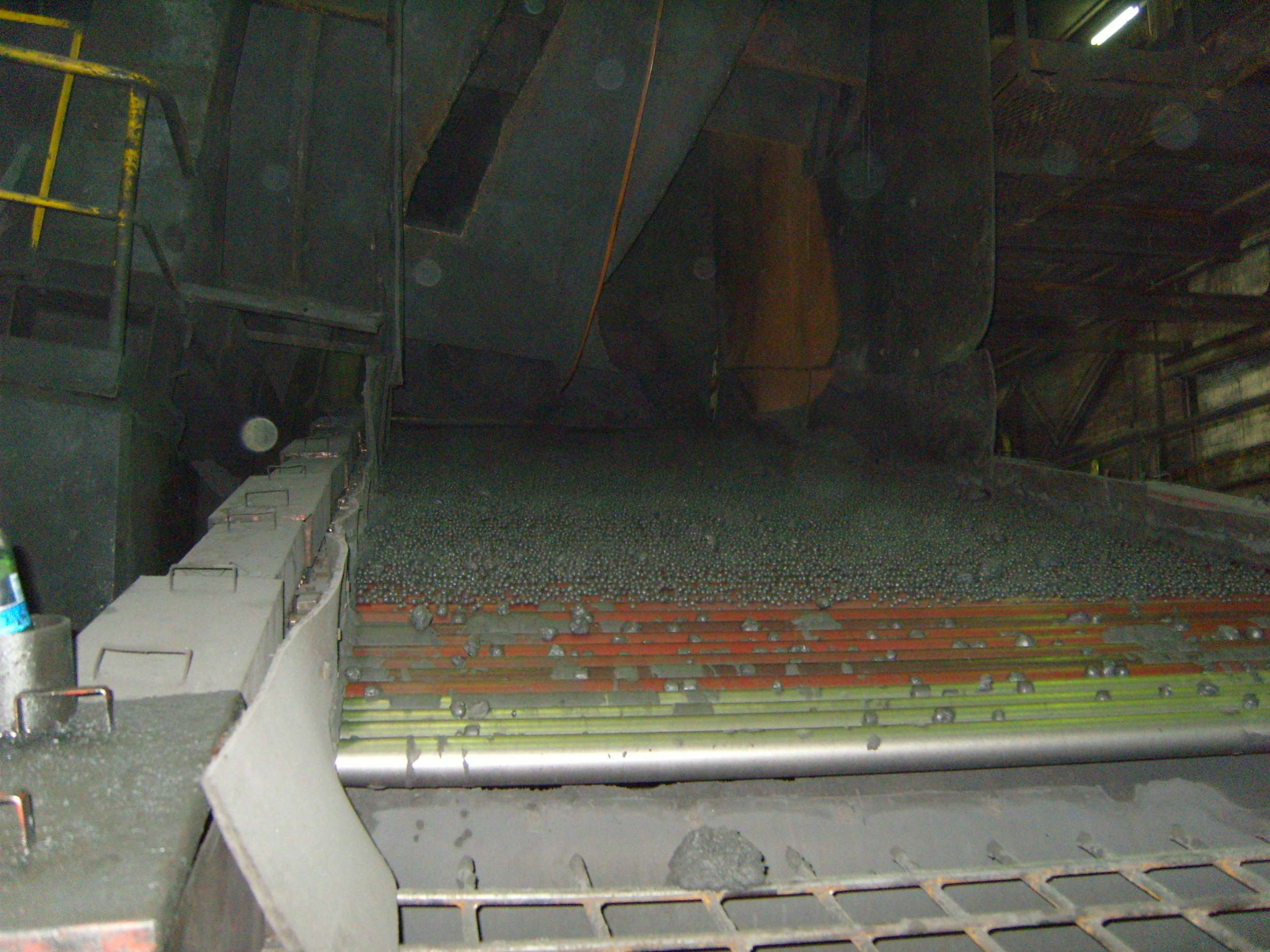
Роликовый грохот (не имеет колеблющихся частей) для рассева сырых окатышей перед загрузкой на обжиговую машину

### По характеру поля колебания
- с круговыми колебаниями, эллиптическими (инерционные наклонные грохота, угол установки 15—30°)
- с прямолинейными колебаниями (самобалансные, самосинхронизирующиеся грохота, угол установки 1—25°)
- со сложными объединёнными колебаниями (круговые + прямолинейные)

### По характеру движения рабочего органа или способу перемещения материала
- неподвижные грохоты (с неподвижной просеивающей поверхностью)
- частично подвижные грохоты (с движением отдельных элементов просеивающей поверхности)
- вращающиеся грохоты (с вращательным движением просеивающейся поверхности)
- плоские подвижные грохоты (с колебательным движением всей просеивающей поверхности)
- гидравлические грохоты (грохоты с перемещением материала в струе воды или пульпы)

### По форме рабочей поверхности
- плоские грохоты (неподвижные грохоты, частично подвижные грохоты, плоские подвижные грохоты, гидравлические грохоты)
- барабанные грохоты (вращающиеся грохоты)
- дуговые грохоты (гидравлические грохоты)
- круглые

### По расположению просеивающей поверхности
- наклонные грохоты (в некоторых случаях вертикальные)
- горизонтальные грохоты (или слабонаклонные)

### По конструктивному исполнению рабочего органа (вибратора)
- со встроенным вибратором(-ами)
- с накладным вибратором(-ами)

### По конструктивному исполнению грохота
- подвесные